# Enric Gallego
Enric Gallego Puigsech (Barcelona, Cataluña, España, 12 de septiembre de 1986) es un futbolista español que se desempeña como delantero centro en las filas del C. D. Tenerife de la Segunda División de España.

## Biografía
Enric se formó en la cantera de la Unión Deportiva Buen Pastor, el equipo de su barrio, en Barcelona. A su vez, también jugó dos temporadas en los infantiles de la Gramenet y otra en el cadete del C. F. Badalona, para volver posteriormente al Buen Pastor. Después de debutar en categoría sénior en la U. D. Buen Pastor, su siguiente equipo sería el Alzamora Club de Fútbol barcelonés, de la Primera Regional Catalana, donde anotó dieciséis goles. En enero de 2009, de la mano de Quim Ayats, dio el salto al Club Esportiu Premià, ya en la Tercera División.
En junio de 2009 firmó por el R. C. D. Espanyol "B", con el que debutó en Segunda División B. Su fichaje le valió para dejar atrás su trabajo como camionero, que compaginaba con la práctica del fútbol hasta ese momento. Su paso por el filial blanquiazul se resume en 17 partidos y dos tantos. Tras una temporada en el filial, decidió marcharse a la U. E. Cornellá de la Tercera División. El 31 de octubre de 2010 marcó cinco goles en el triunfo por 6 a 0 ante el F. C. Ascó.
En 2013, tras no lograr el ascenso a Segunda B, firmó por el C. F. Badalona de Segunda División B. Al año siguiente pasaría las filas de la U. E. Olot, con el que disputaría media temporada. En enero de 2015 regresó a la plantilla de la U. E. Cornellà, logrando tres goles en la primera media temporada. En las siguientes campañas fue aumentando progresivamente sus registros goleadores hasta alcanzar los 23 goles -5 de ellos en Copa del Rey- a mitad de la temporada 2017-18.
El 2 de enero de 2018 fue traspasado al Extremadura Unión Deportiva por una cantidad cercana a los 200 000 euros. Al final de la temporada, ascendió a la Segunda División con el conjunto extremeño tras superar al F. C. Cartagena. En apenas seis meses anotó once goles para el club azulgrana, incluido un triplete en apenas ocho minutos su debut ante el Córdoba C. F. "B".
El 22 de septiembre de 2018 marcó su primer triplete en Segunda División, en el estadio Wanda Metropolitano, en un 1-4 a favor del Extremadura U. D. contra el C. F. Rayo Majadahonda. Casi dos meses después, el 17 de noviembre, anotó su primer póker en otro 1-4 a favor del Extremadura U. D. contra el C. F. Reus Deportiu. Fue el primer póker a domicilio en la categoría desde el que logró Mario Bermejo en febrero de 2005. Enric fue nombrado como mejor jugador de Segunda División en el mes de noviembre de 2018.
El 16 de enero de 2019, y tras firmar una primera vuelta en la que era el Pichichi de la Segunda División con 18 goles, firmó por la Sociedad Deportiva Huesca para intentar continuar con su racha goleadora y mejorar la situación en la tabla del club. El club altoaragonés pagó más de dos millones de euros por el delantero. El 19 de enero debutó en Primera División como titular en una derrota por 0 a 3 ante el Atlético de Madrid. El 1 de febrero abrió el marcador, en el minuto 18, en la victoria por 4 a 0 ante el Real Valladolid en el Estadio El Alcoraz logrando así su primer tanto en la categoría.
El 8 de julio de 2019 el Getafe C. F. pagó su cláusula de rescisión cifrada en seis millones de euros. El 19 de septiembre de 2019 debutó como titular en la Europa League en la primera jornada de la fase de grupos ante el Trabzonspor ganando el equipo madrileño por 1 a 0. El 28 de enero de 2020 llegó cedido al Club Atlético Osasuna para suplir la baja del argentino Chimy Ávila. El acuerdo incluía con una opción de compra obligatoria de 2 millones de € en el caso de que el club navarro se mantuviera en Primera División.
El 24 de agosto de 2021 firmó por el C. D. Tenerife de la Segunda División.

## Clubes
- Actualizado el 31 de mayo de 2025.

| Club                  | País   | Año       | Partidos | Goles |
| --------------------- | ------ | --------- | -------- | ----- |
| U. D. Buen Pastor     | España | 2006-2007 | 8        | 0     |
| Alzamora C. F.        | España | 2007-2008 | 44       | 27    |
| C. E. Premià          | España | 2009      | 15       | 7     |
| R. C. D. Espanyol "B" | España | 2009-2010 | 17       | 2     |
| U. E. Cornellà        | España | 2010-2013 | 100      | 55    |
| C. F. Badalona        | España | 2013-2014 | 21       | 2     |
| U. E. Olot            | España | 2014-2015 | 11       | 0     |
| U. E. Cornellà        | España | 2015-2017 | 98       | 46    |
| Extremadura U. D.     | España | 2017-2019 | 39       | 26    |
| S. D. Huesca          | España | 2019      | 19       | 5     |
| Getafe C. F.          | España | 2019-2020 | 9        | 0     |
| C. A. Osasuna         | España | 2020-2021 | 40       | 4     |
| C. D. Tenerife        | España | 2021-     | 153      | 36    |